# Uroptychus sternospinosus
Uroptychus sternospinosus is een tienpotigensoort uit de familie van de Chirostylidae. De wetenschappelijke naam van de soort is voor het eerst geldig gepubliceerd in 1964 door Tirmizi.